# The Most Beautifullest Thing in This World
The Most Beautifullest Thing in This World è il primo album del rapper statunitense Keith Murray, pubblicato nel 1994 da Jive Records. L'album è certificato disco d'oro dalla RIAA.
| Recensione | Giudizio |
| ---------- | -------- |
| AllMusic   | [ 1 ]    |

## Tracce
Musiche di Erick Sermon (tracce 1-14 e 16), KP (tracce 3 e 7), Busta Rhymes (traccia 7), Redman (traccia 15).
1. Live From New York – 1:20
2. Sychosymatic – 2:57
3. Dip Dip Di – 3:14
4. The Most Beautifullest Thing In This World – 3:47
5. Herb Is Pumpin' – 2:28
6. Sychoward – 0:37
7. Straight Loonie (feat. Jamal) – 3:20
8. Danger – 3:35
9. Get Lifted – 4:02
10. How's That (feat. Erick Sermon & Redman) – 3:05
11. The Chase – 0:45
12. Take It To The Streets – 3:56
13. Bom Bom Zee (feat. Hurricane G. & Paul Hightower) – 2:16
14. Countdown – 0:23
15. Escapism – 4:02
16. The Most Beautifullest Thing In This World (Green-Eyed Remix) – 3:48

## Classifiche settimanali
| Classifica (1994)         | Posizione massima |
| ------------------------- | ----------------- |
| Stati Uniti               | 34                |
| US Top R&B/Hip-Hop Albums | 5                 |